# Ras Siyyan

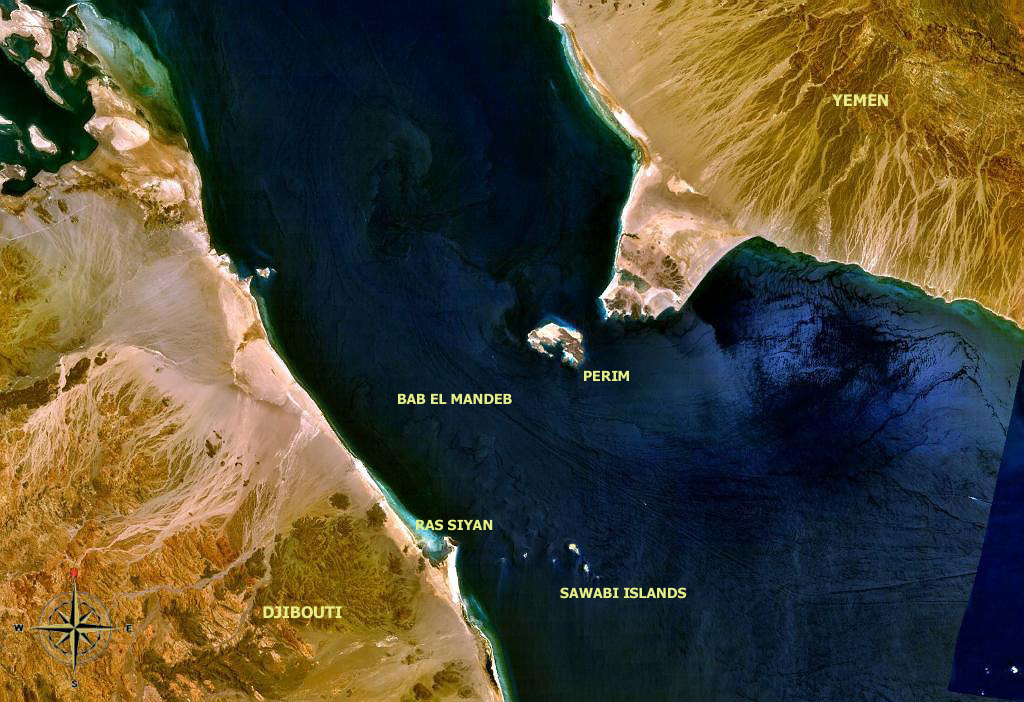
Ras Siyyan na área de Babelmândebe

Ras Siyyan ou Ras Siyan (em árabe: رأس سيان ) é uma península na região de Obock, no Djibuti, no estreito de Babelmândebe (entre o mar Vermelho e o golfo de Adem), a cerca de 20 km a sudoeste da ilha de Perim.
A península consiste em uma colina vulcânica avermelhada com cerca de 1,2 por 0,5 km e com 138 metros de altura, conectada em direção ao continente por uma faixa de areia baixa que se estende para o sul por cerca de 5 km, enquanto se alarga de 500 para 800 m. O vulcão Ras Siyyan é atualmente inativo, mas jovem, tendo entrado em erupção através de uma formação de recife de coral de 21.000 anos de idade.
A oeste de Ras Siyyan, há uma baía ou lagoa rasa e pantanosa, com cerca de 2,5 km de largura, protegida no lado norte por margens rasas de coral. A baía é cercada por áreas com manguezais (Avicennia marina), apesar da pouca entrada de água doce. Gramíneas marinhas abundantes (principalmente espécies dos gêneros Halodule e Thalassia) formam grandes leitos na baía, e os tubarões reproduzem-se em outubro. Uma rocha branca isolada, Rocher Siyyan, fica na baía a cerca de 800 m a sudoeste da colina vulcânica.
A colina de Ras Siyyan às vezes é considerada a sétima das Ilhas Sawabi; as outras seis ficam entre 4,5 a 14,5 km a leste.